# Harry Hay
Harry Hay (Worthing, Inglaterra; 7 de abril de 1912 – San Francisco, Estados Unidos; 24 de octubre de 2002) fue un activista y líder del movimiento gay en los Estados Unidos, conocido por fundar la Mattachine Society en 1950 y las Radical Faeries («hadas radicales») en 1979.

## Juventud
Hay nació en 1912 en la localidad minera de Worthing, Sussex, Inglaterra donde se crio, dentro de una familia católica, hasta que emigró con sus padres a California en 1919. En 1934 ingresó en el Partido Comunista de los Estados Unidos. Hay con Roger Barlow y LeRoy Robbins dirigieron un cortometraje, Even As You and I (1937) en la que aparecían los tres.

## Fundador de la Mattachine Society
Harry Hay empezó con un puñado de partidarios fundando en la Mattachine Society en los Ángeles alrededor de 1950. En esa época, diecinueve años antes de Disturbios de Stonewall, prácticamente ningún gay o lesbiana salía públicamente del armario, eran ilegales las reuniones públicas de homosexuales en EE. UU. y la American Psychiatric Association definía aún la homosexualidad como una enfermedad mental. Poco a poco fue incorporando miembros al grupo. La Mattachine Society se reunía en secreto, los miembros a menudo se hacían acompañar de amigas para evitar ser identificados como gais. El propio Hay tuvo una esposa "barba", como se definía a las compañías femeninas que daban la impresión de heterosexualidad, en Anita Platky.
Aunque el grupo pro derechos gay de Henry Gerber, The Society for Human Rights se había desarrollado fugazmente en Chicago veinte años antes, fue rápidamente clausurada por las autoridades. Por su éxito creando una organización duradera se puede considerar a Hay virtualmente el fundador del movimiento de reivindicación de los derechos LGBT en América.
Aunque Harry Hay declaró no haber oído nada acerca del movimiento de liberación inicial en Alemania, promovido por los círculos de Adolf Brand, Magnus Hirschfeld y Leontine Sagan, que le inspirara en su manifiesto gay, es posible que hubiera oído algo de los emigrantes llegados a América. El mismo cofundador de la sociedad Mattachine, Rudi Gernreich, era un emigrante austriaco, aunque llegó a América con 16 años y, cuando se conocieron, el manifiesto ya estaba escrito. Este manifiesto, escrito en 1948, comenzaba así:

Nosotros, los andróginos del mundo hemos formado este colectivo responsable para demostrar por medio de nuestro esfuerzo, que nuestras limitaciones físicas y psicológicas no son impedimento para ser un 10% de la población mundial que contribuye al progreso social de la humanidad.
Harry Hay

Con este lenguaje apologético ofreció el resto de sus ideas. Aunque puedan parecer muy anticuadas actualmente, el grupo era muy avanzado y radical en aquel tiempo. Harry Hay y la Mattachine Society fueron de los primeros en argumentar que los gais no eran simplemente individuos sino representantes de una “minoría cultural”. Incluso hicieron llamamientos a marchas de homosexuales, anticipándose así a las manifestaciones del orgullo gay. El concepto de Hay de minoría cultural. La sociedad Mattachine creció formando células locales, que conocían sus fundadores, tomando medidas para protegerse durante la caza de brujas de McCarthy. Posteriormente esto les haría perder el liderazgo tras Stonewall, por ser considerados una organización rígida y asimilacionista.

## Fundador de Radical Faeries
Más tarde Hay se convirtió en un crítico del asimilacionismo gay, lo que le llevaría a romper con la organización. En 1979 fundó dos organizaciones, con Jesse Jackson la Coalición Rainbow, y el grupo para gais Radical Faeries, además de implicarse en los movimientos de reivindicación de los nativos americanos.
Al principio de los años 1980 Hay protestó por la exclusión de la  North American Man/Boy Love Association (NAMBLA) de la participación en el movimiento LGBT. Aunque nunca fue miembro de esta organización dio varios discursos en las reuniones de NAMBLA y en 1986 desfiló en la manifestación del orgullo de Los Ángeles, que había vetado la participación de esta organización, con un letrero que decía: "NAMBLA camina conmigo."

## Vida privada
En 1963, a la edad de 51, conoció al inventor John Burnside, que se convertiría en su pareja de por vida. Primero vivieron en Los Ángeles y después en una reserva de Indios pueblo de Nuevo México. Tras regresar a Los Ángeles para organizar las Racical Faerie con Don Kilhefner, la pareja se trasladó a San Francisco, donde Harry Hay viviría hasta su muerte a los 90 años por cáncer de pulmón.
La vida de Hay fue el tema para la película documental de Eric Slade Hope Along the Wind: The Life of Harry Hay (2002). También apareció en otros documentales como  Word Is Out (1978), en el que aparece con su pareja, Burnside.
Tras la muerte del actor Will Geer, que se había hecho famoso como el abuelo Walton en la serie de televisión  The Waltons, Hay afirmó que Geer había sido uno de sus primeros amantes, a principios de los años 30. También escribió acerca de su activismo político, ya que ambos estuvieron en la huelga general de San Francisco en julio de 1934.

## Homenajes

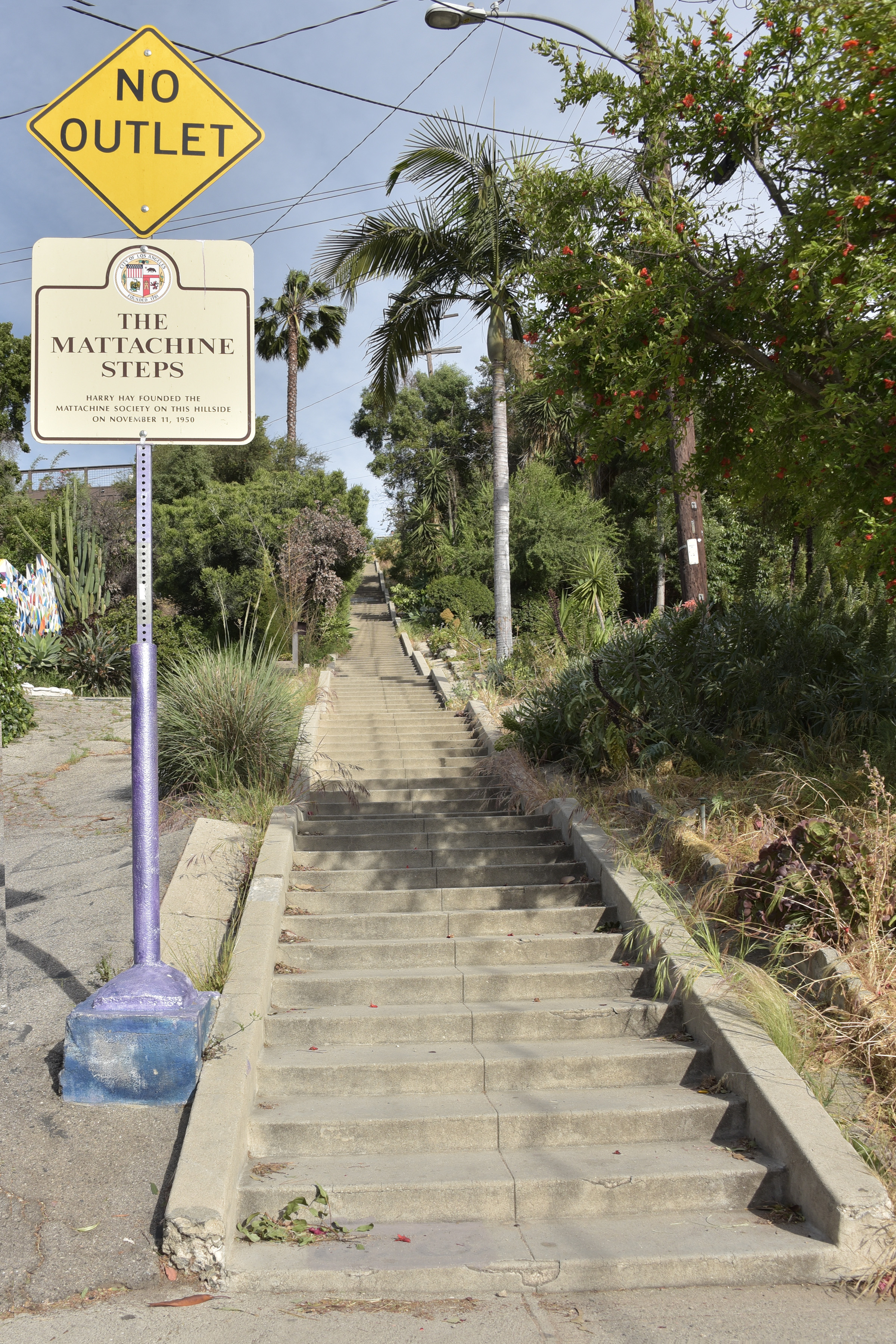
Mattachine Steps en 2017

En 2012 unas escaleras exteriores en Silver Lake, California, cercanas a la vivienda de Harry Hay, fueron dedicada a la Mattachine Society, renombrándose  Mattachine Steps.